# Tristan Blackmon
Tristan Michael Blackmon (Las Vegas, 12 agosto 1996) è un calciatore statunitense, difensore del Vancouver Whitecaps.

## Caratteristiche tecniche
È un terzino destro.

## Carriera
Ha esordito in MLS il 4 marzo 2018 disputando con il Los Angeles FC l'incontro vinto 1-0 contro il Seattle Sounders.
Il 15 dicembre 2021 viene scelto nel draft dal neo ammesso club di MLS, lo Charlotte FC; che nella stessa giornata lo cederà ai Vancouver Whitecaps per 350.000 dollari.

## Palmarès

### Competizioni nazionali
- MLS Supporters' Shield: 1

Los Angeles FC: 2019
- Canadian Championship: 3

Vancouver Whitecaps: 2022,  2023, 2024